# 大崎副都心
大崎副都心（おおさきふくとしん）は東京都が策定した7ヶ所の副都心のひとつであり、東京都品川区を中心に形成されている。

## 概要

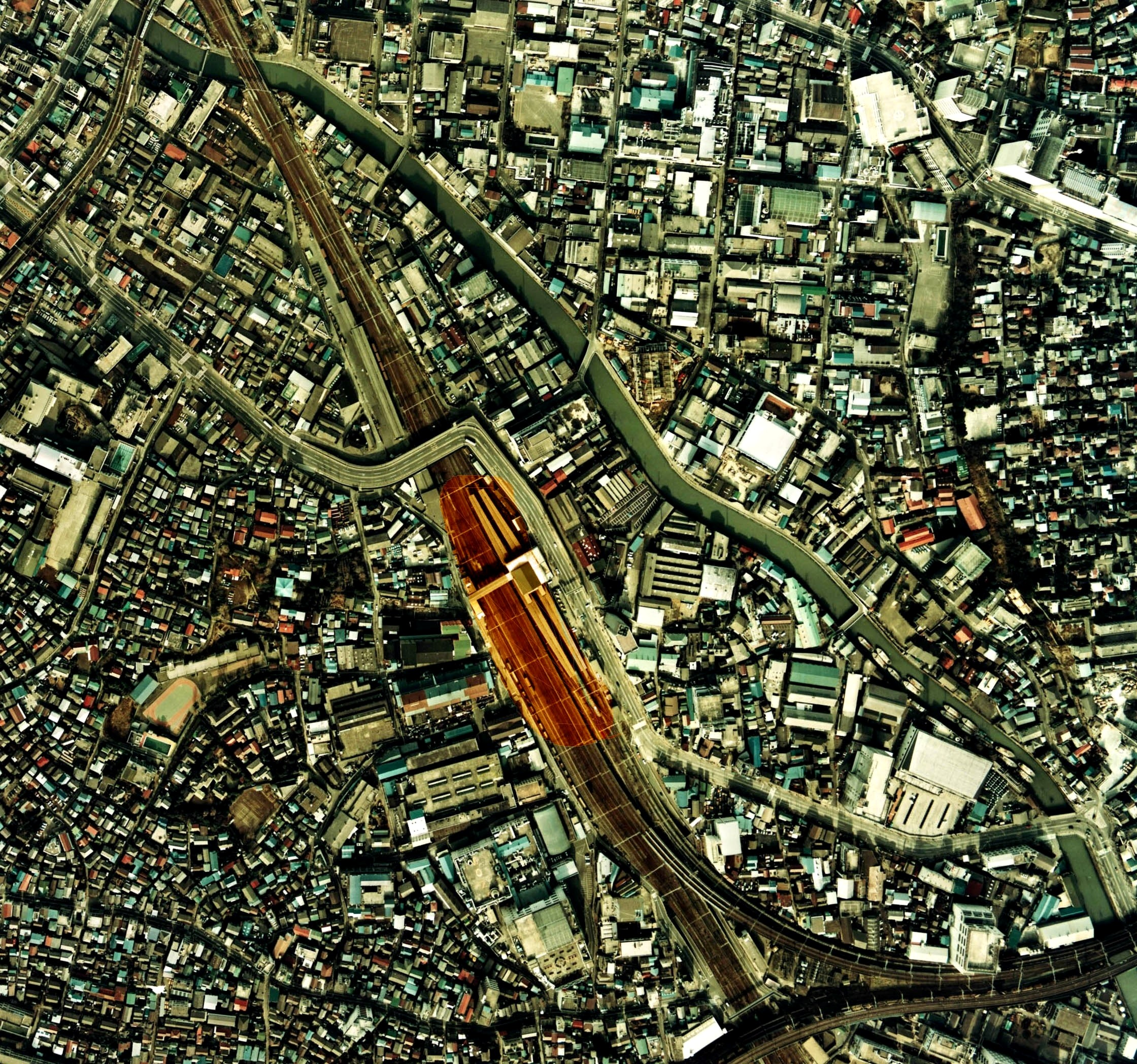
大崎駅周辺の航空写真（1974年撮影） 駅周辺にあった工場などの建物が確認できる。

### 沿革
戦後しばらくは大崎駅周辺は工場や木造住宅が並ぶ地域で、特に山手線沿線で有数の工場地帯であった。1970年代頃から工場の転出が始まり、それらの跡地にオフィスビルが建つようになった。1982年には東京都より副都心として位置づけられ、工場跡地にオフィスビルが建つなどして徐々に開発が進んだ。2002年に都市再生特別措置法に基づいて大崎駅から五反田駅にかけてが都市再生緊急整備地域に指定された。これを機に地域全体でオフィスや住居を一体とする街づくり、いわゆる再開発が活発となり、高さ100m前後の高層マンションやオフィスビルがいうつも誕生した。近年に街の景観や機能が大変した街である。
かつてはフジテレビの移転先候補地となったこともある。

### 範囲
名称は大崎副都心であるが、大崎駅・五反田駅を中心にしたそれぞれの業務エリアをまたいで指定されている。現在開発が行われている範囲は大崎地区側の大崎駅から隣の五反田駅付近の線路沿い（目黒川や山手通りとも並行している）を中心としたエリアで、地名としては大崎のほか、東五反田（二丁目）、北品川（五丁目）に広がる。
法令上で副都心地域として定められているおおよその範囲は以下の通りであるが、実際に開発が進められている範囲はもっと狭い。
鉄道
- 大崎駅（りんかい線・埼京線・山手線・湘南新宿ライン）
- 大崎広小路駅（東急池上線）
- 五反田駅（東急池上線・都営地下鉄浅草線・山手線）

道路
- 国道1号（桜田通り）
- 東京都道2号（中原街道）
- 東京都道317号環状六号線（山手通り）
- 東京都道418号北品川四谷線（外苑西通り）

首都高
- 首都高速2号目黒線

### 主な施設
- 大崎ニューシティ…1987年竣工。（大崎駅東口第1地区）
- ゲートシティ大崎…1999年竣工。（大崎駅東口第2地区）
- オーバルコート大崎…2001年竣工。（東五反田二丁目第1地区）
- アートヴィレッジ大崎…2007年竣工。（大崎駅東口第3地区）
- ThinkPark…2007年竣工。
- 大崎センタービル…2009年竣工。
- 大崎ウエストシティタワーズ…2009年竣工。（大崎駅西口中地区）
- プラウドタワー東五反田…2009年竣工。
- 東京サザンガーデン…2010年竣工。（東五反田二丁目第2地区）
- NBF大崎ビル (旧:ソニーシティ大崎)…2011年竣工。（大崎駅西口C地区）
- 大崎フォレストビルディング…2011年竣工。（B地区）
- 大崎ウィズシティ…2014年竣工。（大崎駅西口南地区）
- パークシティ大崎…2015年竣工。（北品川五丁目第1地区）
- LIFEエクストラ 東五反田店…2014年竣工。
- 三井ガーデンホテル 五反田…2018年竣工。

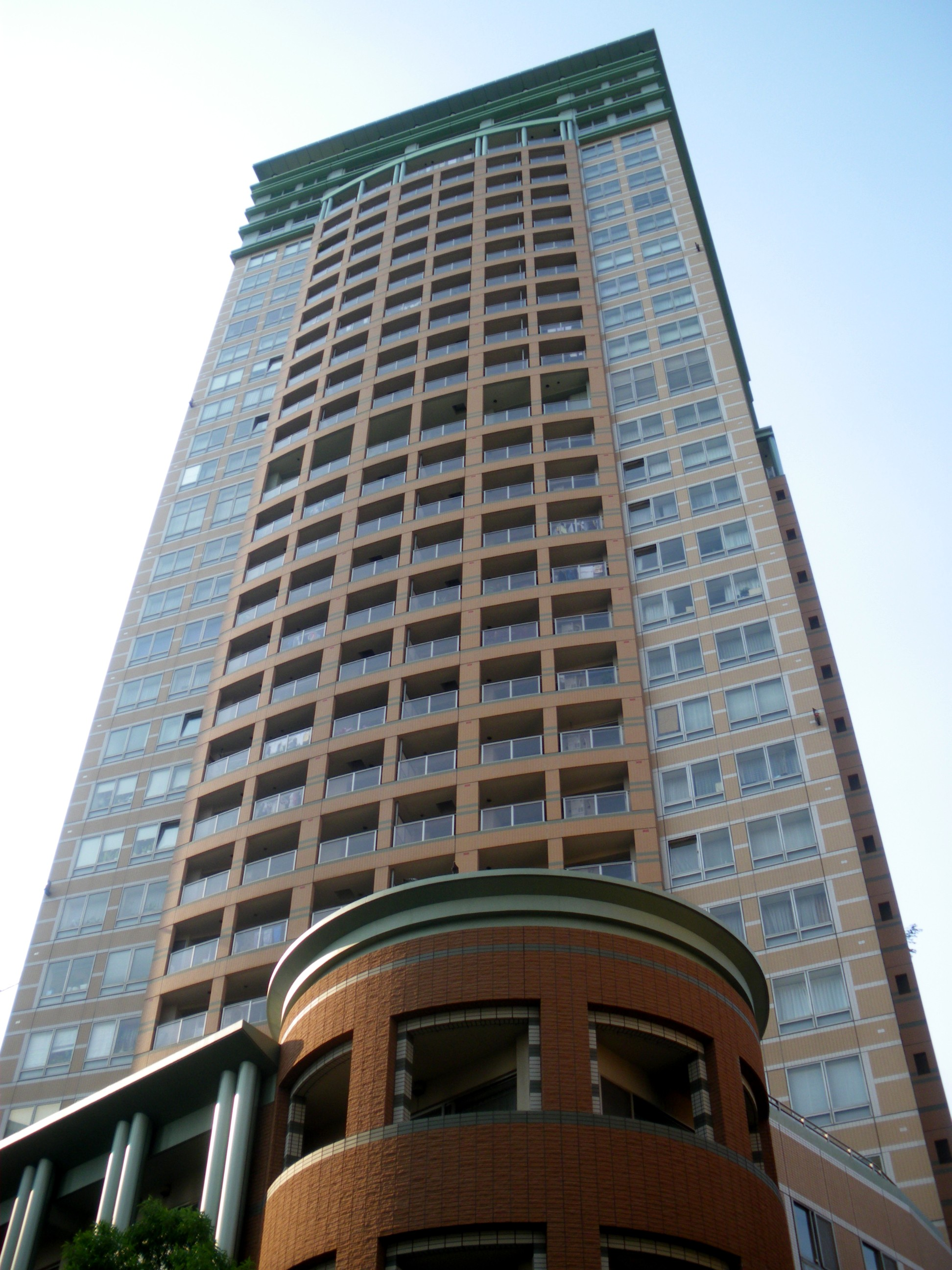
オーバルコート大崎内にある「ザ・パークタワー東京サウス」
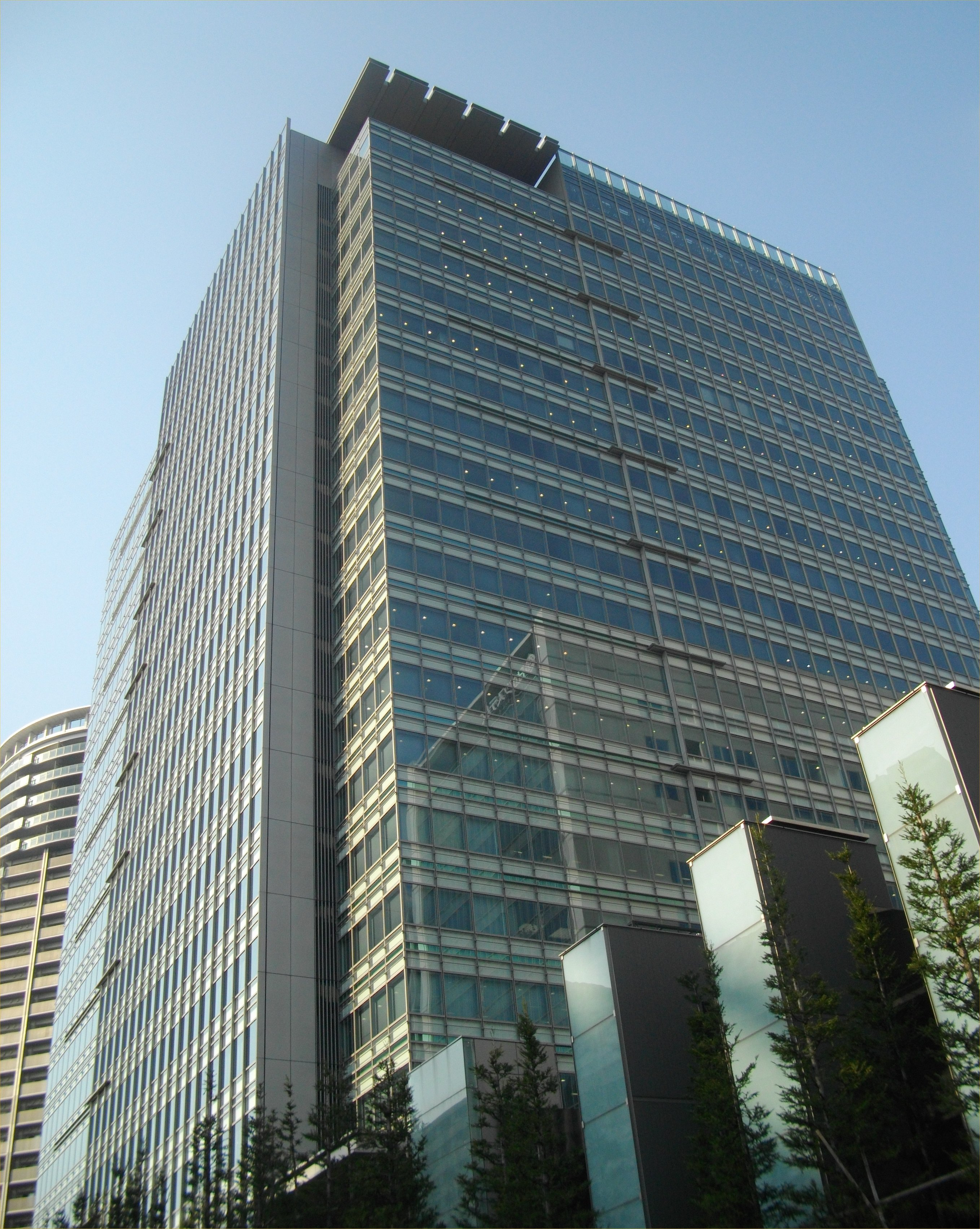
アートヴィレッジ大崎セントラルタワー
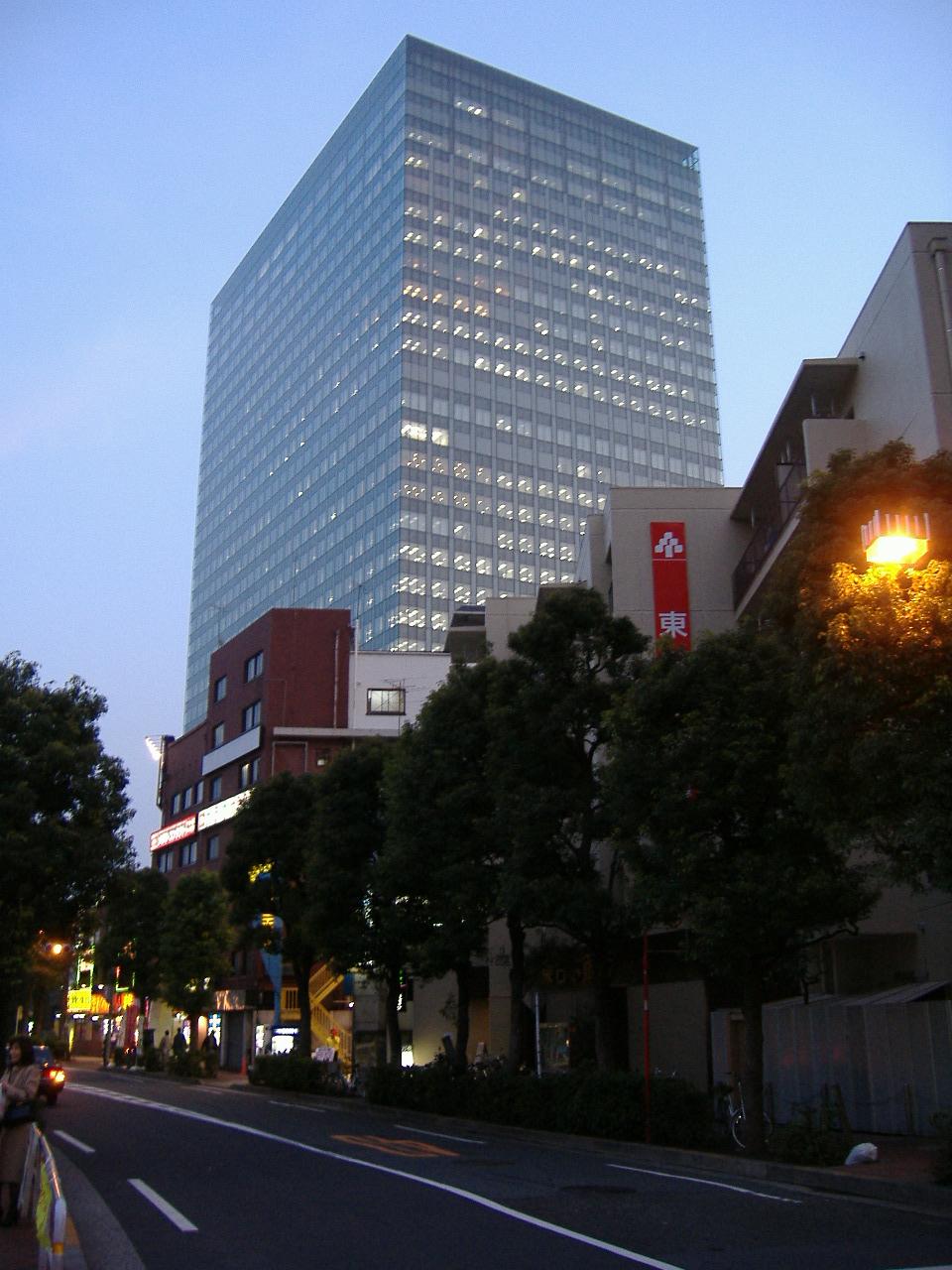
大崎駅西口のThinkParkTower
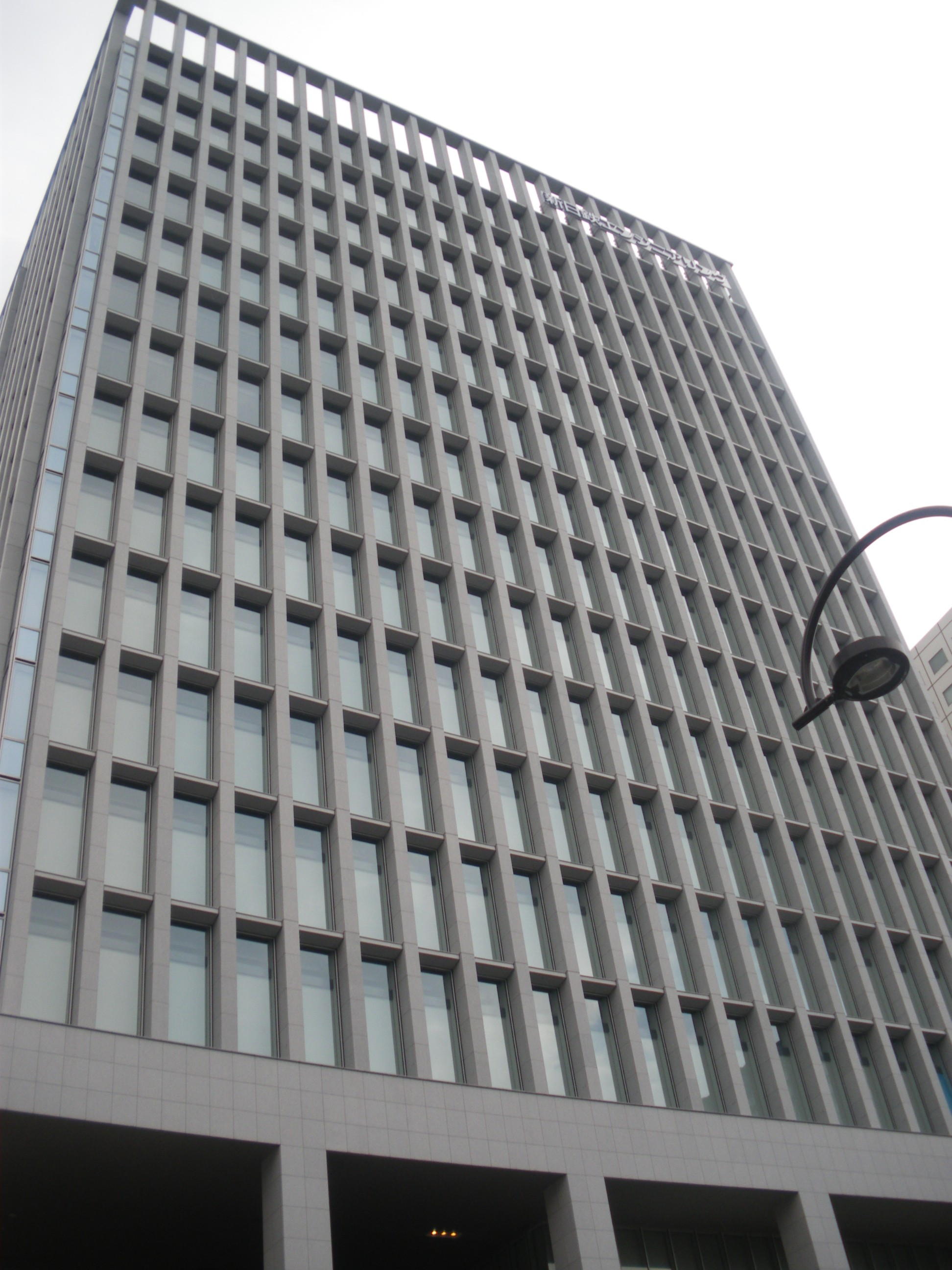
大崎センタービル
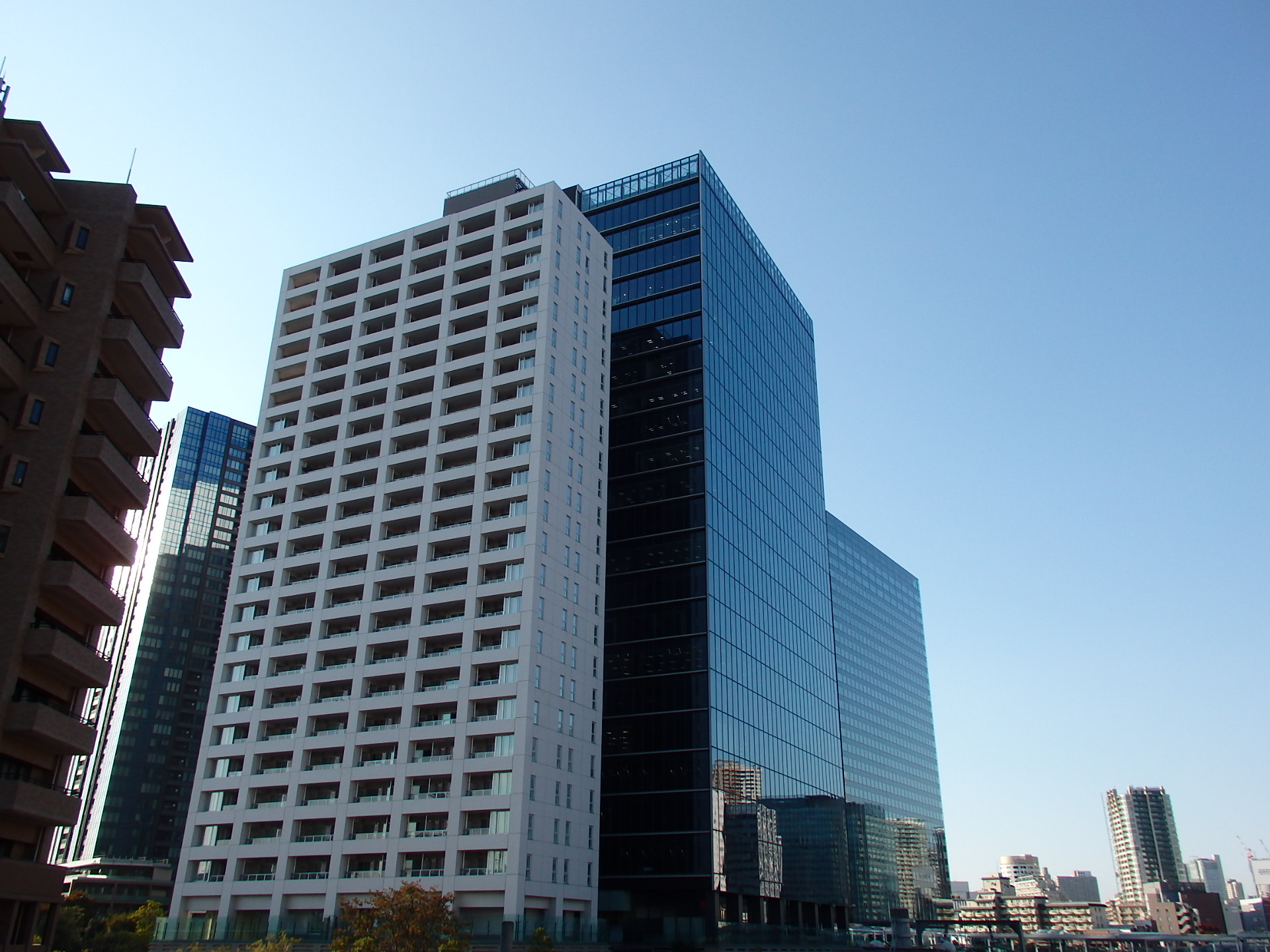
大崎ウィズシティ ル・サンク大崎ウィズタワー
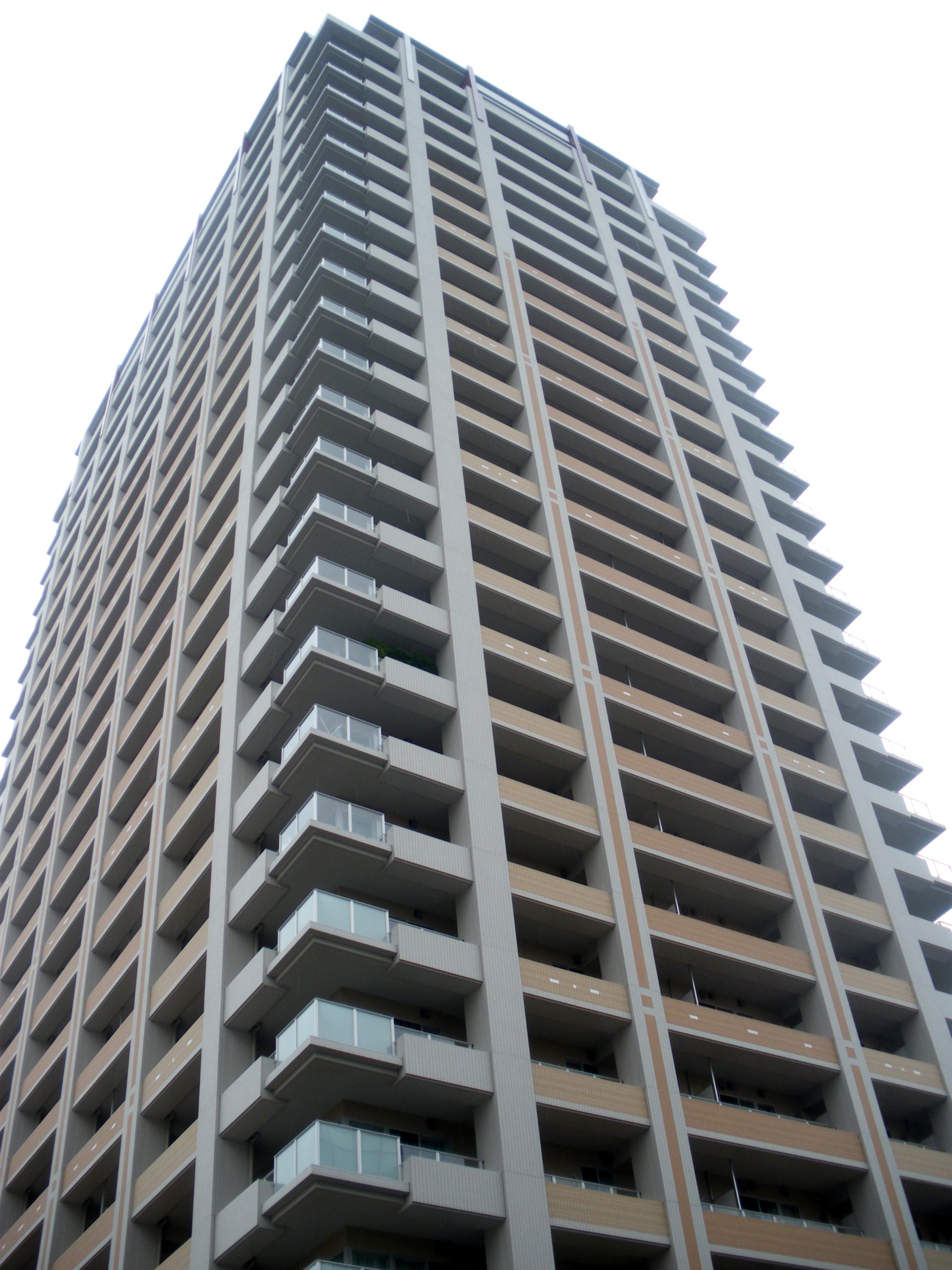
プラウドタワー東五反田
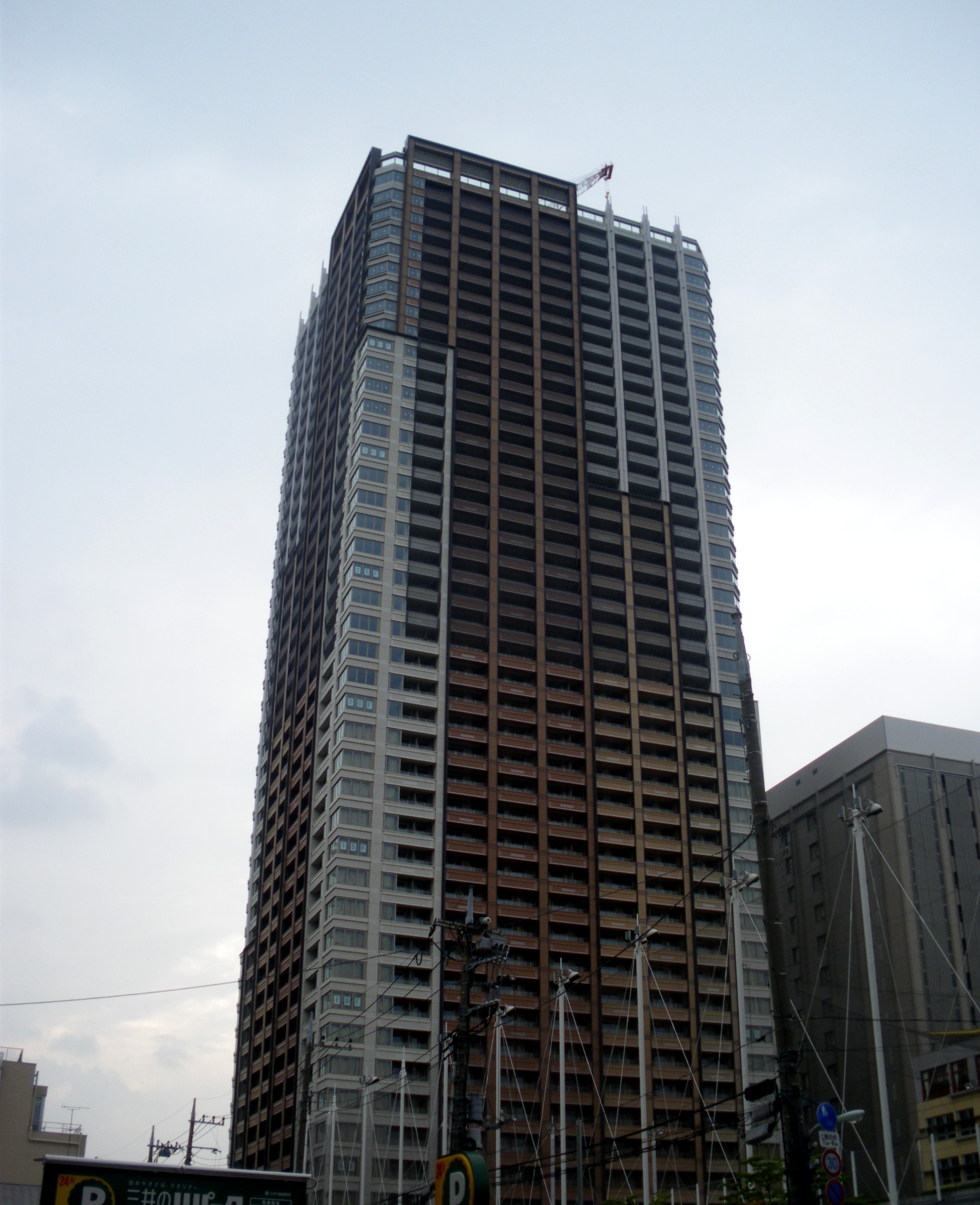
東京サザンガーデンにある「パークタワーグランスカイ」
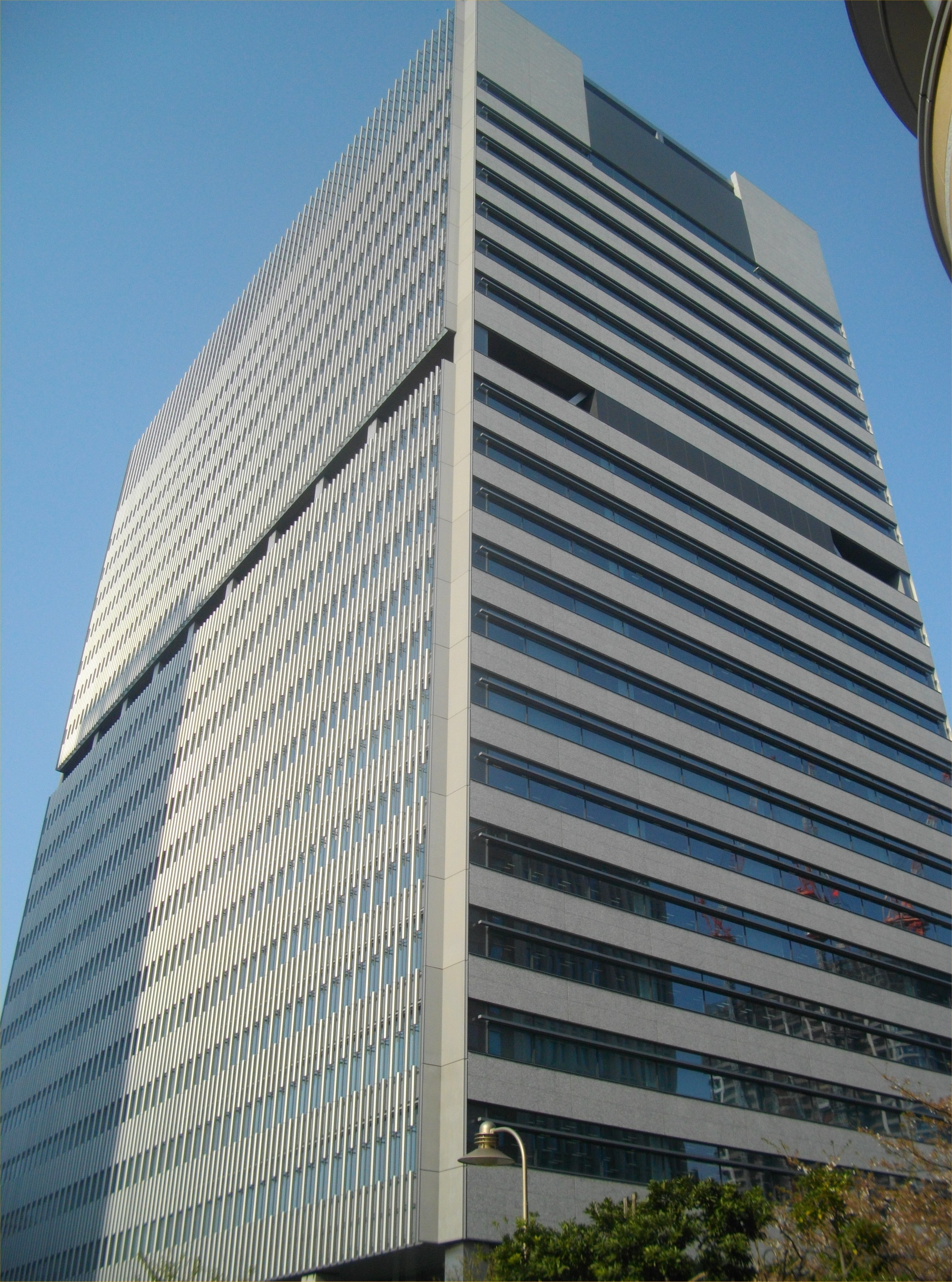
大崎フォレストビルディング
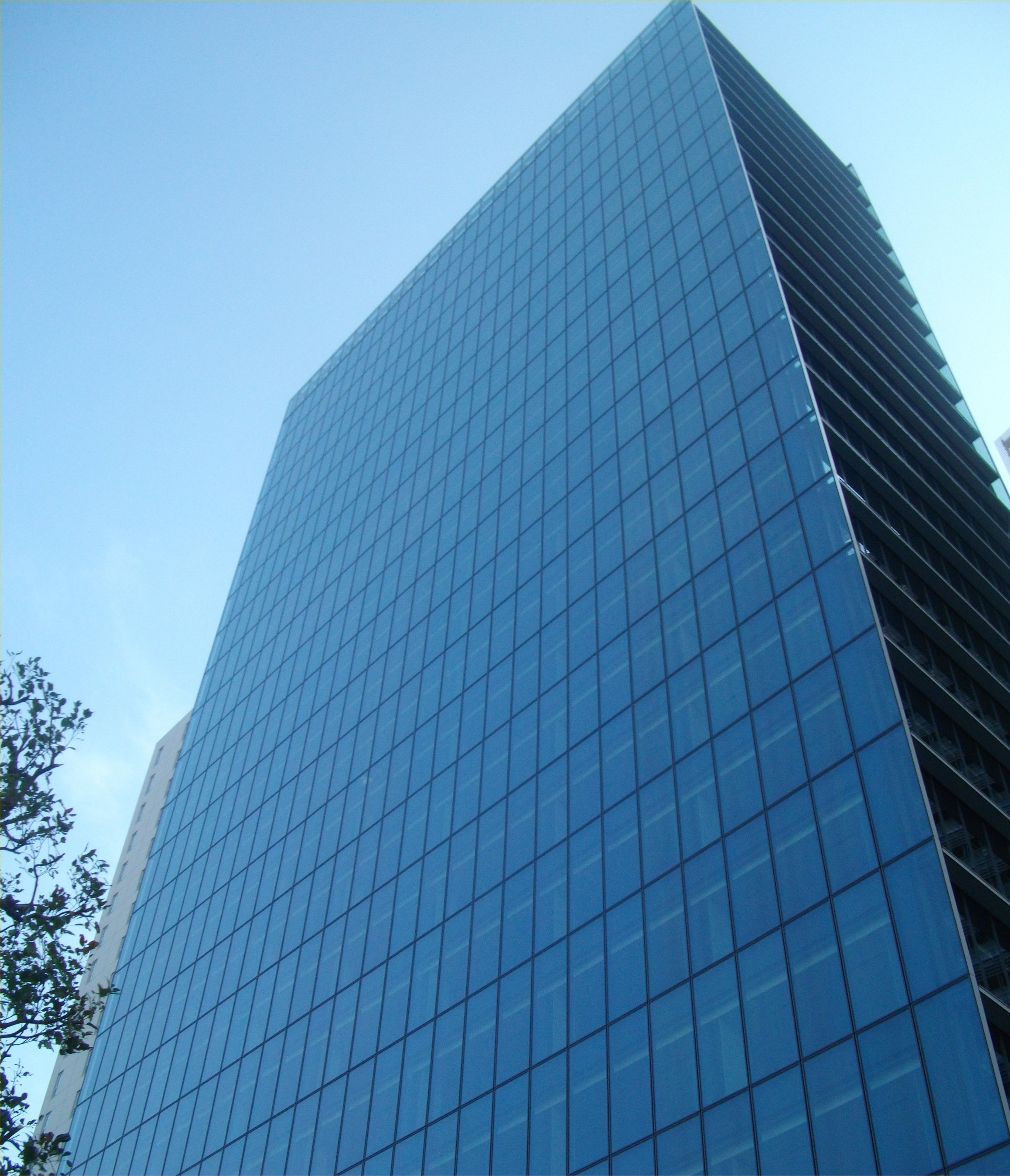
大崎ウィズシティ